# Selaginella d'armandvillei
Selaginella d'armandvillei är en mosslummerväxtart som beskrevs av Cornelis Rugier Willem Karel van Alderwerelt van Rosenburgh. Selaginella d'armandvillei ingår i släktet mosslumrar, och familjen mosslummerväxter. Utöver nominatformen finns också underarten S. d. busuensis.